# Cortlandt
Cortlandt ist eine Town im Westchester County, New York. Im Jahr 2000 hatte Cortland 38.467 Einwohner. Die Stadt liegt im nordwestlichen Teil des Countys am Hudson.

## Geographie
Die westliche Stadtgrenze wird vom Hudson River und der Stadt Peekskill gebildet. Im Norden grenzt das Stadtgebiet an Putnam County, im Osten an die Stadt Yorktown und im Süden an die Städte New Castle und Ossining. Durch das Stadtgebiet verläuft die Schnellstraße Route 9 entlang des Hudsons.
Nach den Angaben des United States Census Bureaus hat das Stadtgebiet eine Fläche von 129,9 km², wovon 102,0 km² auf Land und 27,2 km² (= 20,93 %) auf Gewässer entfallen.

## Ortsteile
- Buchanan
- Chimney Corners
- Cortlandt Manor
- Valeria
- Croton-on-Hudson
- Crugers
- Furnace Woods
- Mohegan Lake
- Montrose
- Mount Airy
- Oscawana
- Pleasentside
- Roe Park
- Teatown
- Toddville
- Van Cortlandtville
- Verplanck
- Woodybrook